# فرانتيشيك كوبكا
فرانتيشيك كوبكا (بالتشيكية: František Kupka)‏ هو رسام ومصمم جرافيك تشيكي ولد في يوم 23 سبتمبر 1871 في قرية أوبتشنو في الإمبراطورية النمساوية المجرية، يعتبر رائد ومؤسس مشارك في الفن التجريدي والتكعيبية الأورفية (أورفية) وكانت أعماله مستندة على الواقعية، توفي في يوم 24 يونيو 1957.

## روابط خارجية
- فرانتيشيك كوبكا على موقع الموسوعة البريطانية (الإنجليزية)
- فرانتيشيك كوبكا على موقع ميوزك برينز (الإنجليزية)
- فرانتيشيك كوبكا على موقع ديسكوغز (الإنجليزية)